# Мафальда Савойська (1902—1944)
Мафальда Марія Елізабетта Анна Романа Савойська (італ. Mafalda Maria Elisabetta Anna Romana di Savoia, 2 жовтня 1902 — 27 серпня 1944) — італійська принцеса Савойської династії, донька короля Італії Віктора Емануїла III та чорногорської принцеси Єлени Негош-Петрович, дружина титулярного короля Фінляндії Філіпа, який також був титулярним ландграфом Гессенським.
У 1903 році на її честь було названо муніципалітет Мафальда в провінції Кампобассо в Італії.

## Біографія

### Ранні роки
Народилась 2 жовтня 1902 року у Римі. Була другою дитиною та другою донькою в родині короля Італії Віктора Емануїла III та його дружини Єлени Чорногорської. Мала старшу сестру Іоланду Маргариту. Згодом сімейство поповнилося сином Умберто та молодшими доньками Джованною й Марією Франческою. 

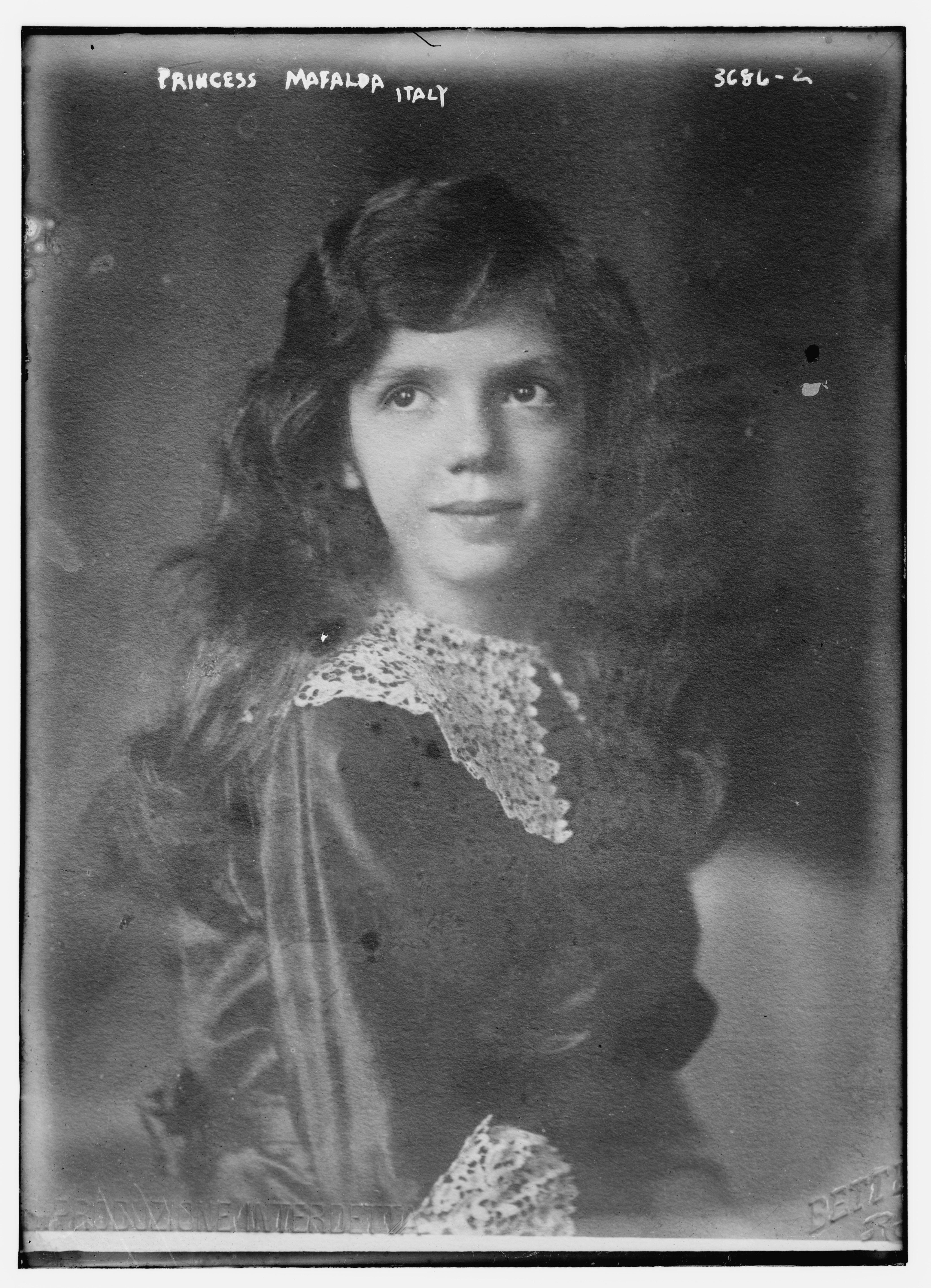
Мафальда в дитячому віці, 1910

Перший час мешкали у Квіринальському палаці, а у 1904 році сімейною резиденцією стала вілла Савойя в Римі. Відвідували курорти Сант-Анна-ді-Вальдьєрі, Ракконіджі, Сан-Россоре. В родинному колі Мафальду кликали Муті.
Принцеса мала добрий характер, була особливою близькою зі своєю сестрою Джованною. Від матері успадкувала почуття родини, християнські цінності, пристрасть до мистецтва та музики.
Протягом Першої світової війни разом із матір'ю та сестрами відвідувала поранених солдатів у шпиталях.
На віллі Демідової в Римі вперше зустріла принца Філіпа Гессенського. Їхній син Генріх згодом характеризував почуття між батьками, як кохання з першого погляду. Присутність небожа кайзера при італійському дворі мала особливе політичне значення: відносини між Гогенцоллернами та Савойським домом залишались напруженими після рішення Італії воювати проти Німеччини та Центральних держав у Першій світовій війні. Вільгельм II називав короля Віктор Емануїл «зрадником». Хоча Філіп прибув до Італії цілком приватно, його зв'язки з Гогенцоллернами дозволили йому допомогти німецькій та італійській королівськім родинам повільно відновити стосунки.
Мафальда була відомою своїм особливим шармом. Джакомо Пуччіні збирався присвятити їй свою оперу «Турандот», але не встиг через передчасну смерть. Принцеса, як і її сестри, отримала солідну освіту, насамперед в галузі історії, літератури, латини та мистецтва. Історик Стефан Ґруефф описував їхнє життя: «Вони влаштовували вечірки й танці вдома, ходили на пікніки й екскурсії та грали в теніс із молодими італійцями з добрих сімей. Але, звісно, не було й мови про те, щоб коли-небудь їхати кудись без супроводу: якась компаньйонка мала супроводжувати їх у будь-якому випадку».

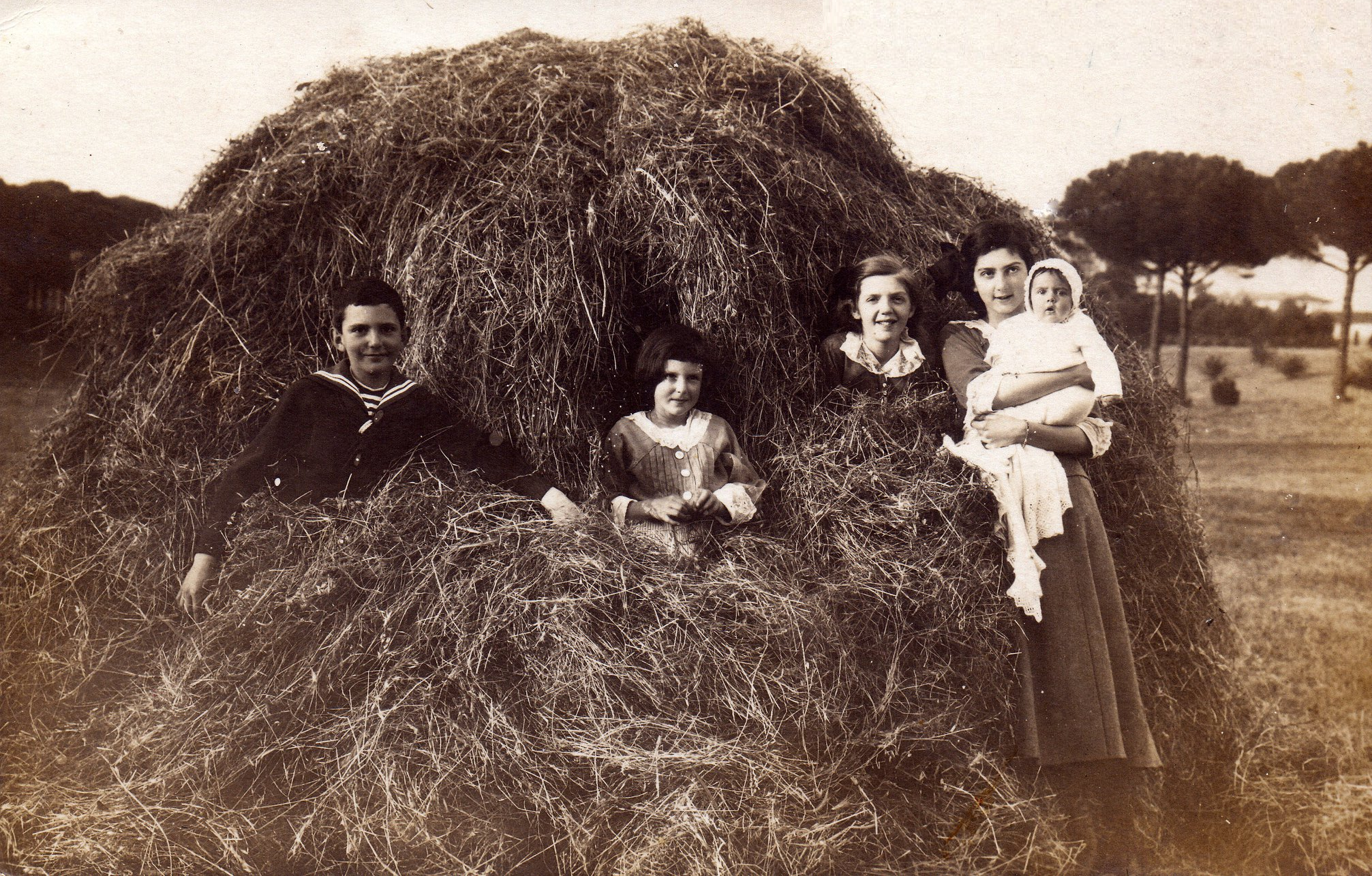
Мафальда з суродженцями, 1915

Вибір доньки італійська королівська родина схвалила. Свою роль у сватанні зіграла вдовіюча королева Маргарита, бабуся Мафальди. Батьки Філіпа також були задоволені його майбутнім шлюбом із представницею правлячого дому. Фрідріх Карл Гессен-Кассельський особисто написав британському королю Георгу V про заручини сина з італійською принцесою.
Єдиною проблемою було різне віросповідання наречених. Філіп був спадкоємцем батька, голови Гессенського дому, і мав підтримувати традиції протестантизму. Мафальда, маючи близькі зв'язки з Ватиканом, була відданою католичкою й відвідувала месу щонеділі. Компромісом стало рішення виховувати синів протестантами і доньку католичкою. Дане рішення було проблематичним для обох сторін — принаймні спочатку. В німецькій пресі весілля висвітлювали дуже мало, що влаштовувало кайзера Вільгельма II, відомого своєю опозицією до католицизму і невдоволеного італійською військовою політикою. Генерал-фельдмаршал Август фон Макензен, загалом, зауважив щодо заручин: «Невже німецьких принцес так мало, що майбутній ландграф повинен шукати дружину у ворожому таборі?»

### Шлюбне життя

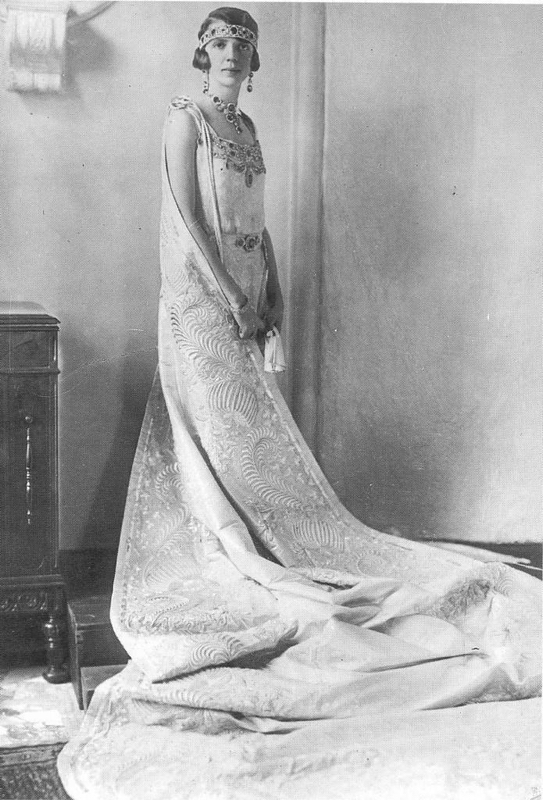
Світлина Мафальди

23 вересня 1925 року в палаццо Ракконіджі 22-річна Мафальда взяла шлюб із 28-річним принцом Філіпом Гессенським. Весілля стало значною подією в Італії. Через критику Папою Римським відмови нареченого навернутися у католицтво, вінчання провели не в Римі, а в Турині. Серед гостей були члени королівських родин з усієї Європи, у тому числі, кронпринц Румунії Кароль, король Греції Георг II, принц Павло Карагеоргієвич. Як представник Італійської держави, присутнім був Беніто Муссоліні. Після церемонії він із королем Італії та молодятами позував для фотографів перед багатотисячним натовпом, що зібрався біля палацу. З сім'ї Філіпа до П'ємонту на вінчання не прибув ніхто, оскільки Вільгельм II вчинив тиск на родину сестри. Його батьки виправили ситуацію, зробивши візит до Риму невдовзі після весілля. До Мафальди вони ставилися з теплотою. Відносини з кайзером згодом також налагодилися, він виступив хрещеним другого сина пари. Король Віктор Еммануїл подарував молодятам на весілля будинок, який вони назвали вілла Поліксена на честь  королеви Поліксени.
Медовий місяць пара провела на Капрі, після чого вирушили до Німеччини, де Мафальда була представлена родині Філіпа. В листах він називав її своєю «дорогою маленькою дружиною». Перший час принцеса дуже погано розмовляла німецькою, в той час як гессенське сімейство володіло бездоганною англійською. Між собою пара також розмовляла, переважно англійською. Хоча нові родичі прийняли Мафальду дуже тепло, вона ніколи не почувалась досить комфортно у Німеччині.
Після повернення до Італії пара оселилася на віллі Поліксена, де за словами матері Філіпа «жили дуже щасливо».
Хоча їхні відносини мали свої складнощі, подружжя завжди зберігало теплі почуття один до одного. Цьому дуже допомагали почуття гумору Мафальди та її неформальність. Один з їхніх працівників також змальовував союз пари «надзвичайно щасливим», а шофер Філіпа згадував, як принцеса Мафальда чекала на чоловіка, коли він повертався додому, і бігла назустріч через сад, «сяючи від радощів».
Разом з тим, Філіп був бісексуалом. Від жовтня 1921 року він мав відносини з британським поетом Зіґфрідом Сассуном. Останній лист принц відправив йому відразу після свого весілля. Надалі згадок про Філіпа у паперах Сассуна не знайдено. Допускається, що принц Гессенський і надалі вів подвійне життя з романтичними інтересами, проте, як він, так і Мафальда залишалися відданими сім'ї, навіть незважаючи на те, що у 1930-х роках провели значний час нарізно, він — у Німеччині, а вона — в Італії.
Вілла Поліксена була частиною вілли Савойя, комплексу будівель, що належали королю, і відділялася від батьківською домівки Мафальди садом. За відгуками, оселя молодят була дуже красивою. Маючи декілька представницьких кімнат, в іншому була оздоблена зі зручною елегантністю. Філіп, який полюбляв мистецтво, використовував багато вільного часу, аби прикрасити її. Образ життя пари не вважався стандартом життя вищої аристократії. Вони не мали особливо багато розваг і не тримали великої кількості прислуги, покладаючись лише на фінансові субсидії від батьків Мафальди.

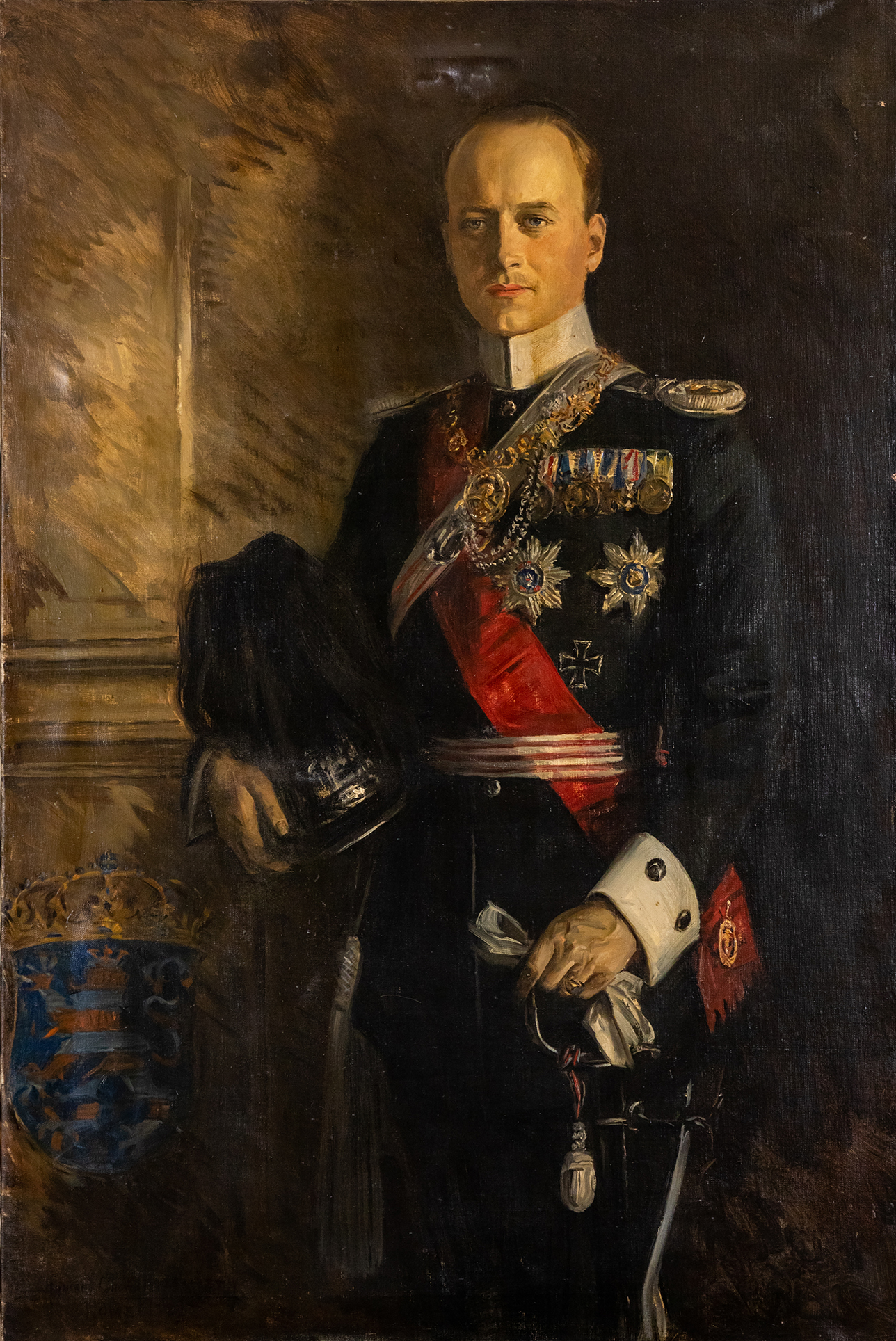
Портрет Філіпа Гессенського пензля Г. Ч. Крісті, 1927

Як до, так і після весілля пара насолоджувалася поїздками до Анакапрі та його околиць, де вони вели світське життя, відвідуючи яхти, нічні клуби та друзів. Пізніше, у 1930-х роках, Мафальда перевела в готівку облігації, куплені для неї батьками, і використала ці гроші, щоб придбати 1936 року віллу Мура на Капрі, яка залишалась у власності родини до 1990-х років. Ця домівка була одним із найулюбленіших місць принцеси, де їй подобалося проводити час і приймати друзів.
У подружжя народилося четверо дітей. В ранньому віці діти отримували освіту вдома під наглядом гувернера. Філіп розмовляв з ними німецькою, а Мафальда — італійською. Генріх у своїх мемуарах згадував серед розваг свійського поні, мініатюрну автівку Bugatti та прогулянки верхи з дідусем-королем.
Незважаючи на те, що Філіп і Мафальда часто виконували представницькі обов'язки, вони, проте, вважали себе приватною і, багато в чому, звичайною сім'єю. Пізніше принц підкреслив буденність свого життя, захищаючись від звинувачень у підтримці Муссоліні та фашистів, стверджуючи, що «дуже мало займався політичними подіями в Італії і дуже рідко торкався політичних питань зі своїм тестем, королем».
Вихована з переконанням, що благодійна діяльність є одним із її найголовних обов'язків, Мафальда приділяла багато часу та енергії благодійності. Відвідувала хворих дітей у лікарнях, брала участь у благодійних акціях, допомагала збирати кошти для інвалідів та малозабезпечених. 
З часом у Мафальди почали з'являтися проблеми зі здоров'ям. Вже наприкінці 1920-х Август Вільгельм Прусський змальовував принцесу «мініатюрною та страждаючою від неврастенії». 1937 року у неї розвинулась небезпечна для життя легенева інфекція, яка змусила жінку проводити більшу частину часу в теплішому кліматі Італії. Свекруха зазначала, що «дуже тендітна дружина Філіппа неодноразово була на межі смерті». Втім, зазвичай Мафальда приїжджала до гессенців святкували Різдво у замку Кронберг. У Римі її лікарем був Рорбах, який мав єврейське походження. Після війни він зауважував, що у соціальному відношенні не помітив ніякого антисемітизму в придворних колах.
1 жовтня 1930 року Філіп вступив до лав НСРПН. Мафальда стала членкинею Націонал-соціалістичної жіночої організації. Відвідувала партійні заходи для жінок, і хоча не надто часто брала в них участь, проте, висловлювала свою підтримку Гітлеру та нацистському рухові. Двоє старших синів пари були включені до Дойчес Юнгфольк.
У березні 1933 року Герман Герінг запропонував Філіпові посаду обер-президента провінції Гессен-Нассау. Після війни принц стверджував, що відмовився, оскільки не хотів залишати своє щасливе родинне життя у Римі, а Мафальда не бажала мешкати у Німеччині. Рейхсмаршал продовжував наполягати і, зрештою, принц погодився, вступивши на посаду 15 червня 1933 року. У зв'язку з призначенням чоловіка, Мафальда 1934 року отримала особисту секретарку Адельгейду Фліге. Також у червні, під час візиту до Італії, з парою провів час Йозеф Геббельс. Філіп влаштував йому зустріч з тестем-королем і Муссоліні. Після завершення Олімпійських ігор 1936 року Герінг запрошував подружжя з дітьми до свого палацу Карінхалл. Втім, з середини 1930-х років принц Філіп все сильніше розчаровувався у нацистській бюрократії та проводив більше часу в Римі з Мафальдою на віллі Поліксена. У червні 1939 році подружжя відвідав у Касселі Адольф Гітлер, однак до самої Мафальди він ставився прохолодно, віддаючи перевагу Філіпові.

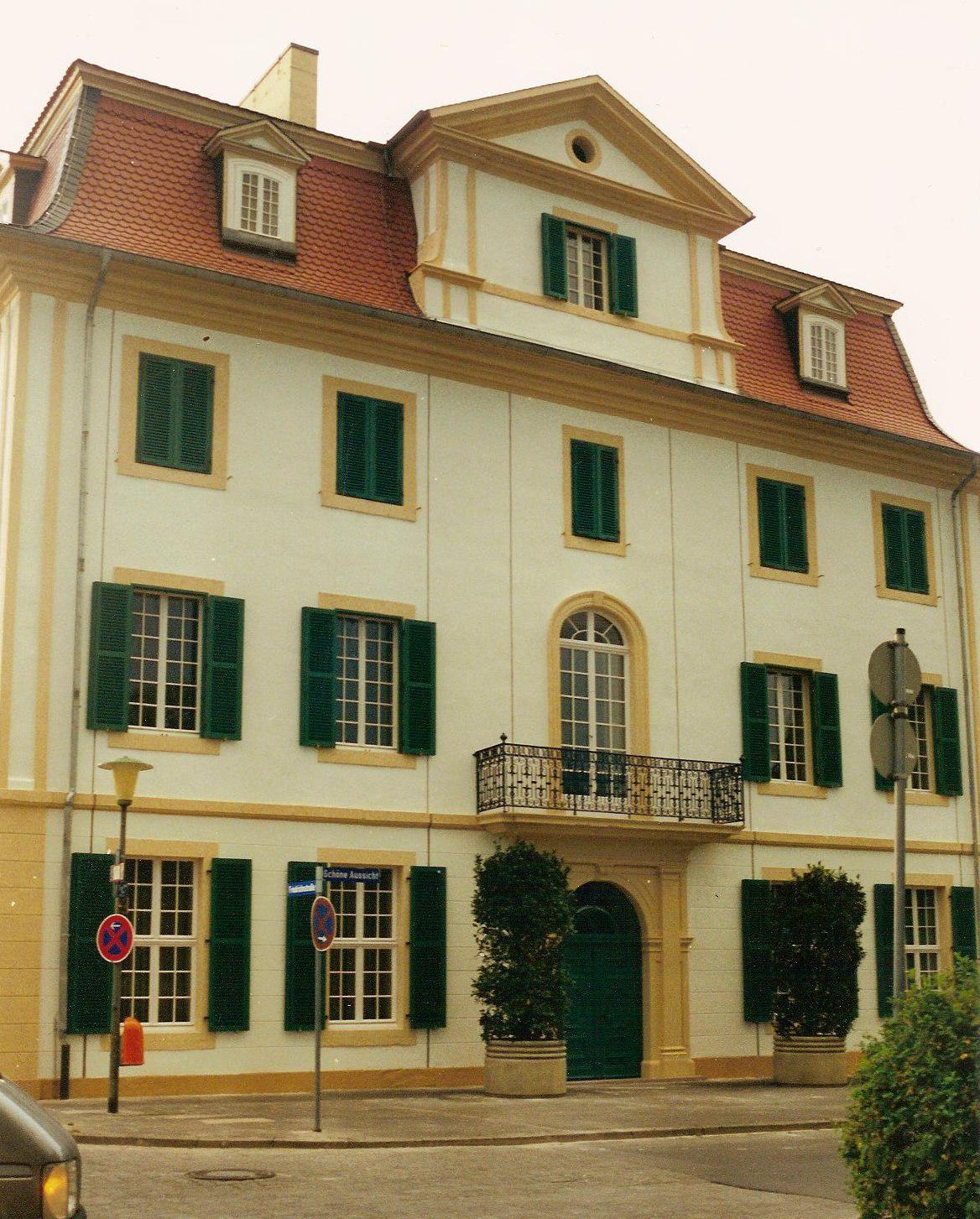
Палац Бельвю, де пара мешкала в Касселі

Чоловік Мафальди перебував на посаді обер-президента до весни 1943 року. Після його об'єктивної характеристики ситуації в Італії і критики Муссоліні у квітні місяці на зустрічі з Гітлером, відносини з фюрером почали гіршати. Саму зустріч принц змалював напруженою. Альберт Шпеер свідчив, що Гітлер надалі підозрював Філіпа у зраді й прослуховував його телефонні розмови, хоча зовні залишався товариським. Також принц втратив підтримку Герінга, який вважав його «гітлерівцем». Наприкінці квітня 1943 року Гітлер наказав Філіпу з'явитися в готель Берхтесгаденер Гоф, поблизу його резиденції, й чекати подальших інструкцій. Карл Вольф називав це «початком ув'язнення, яке тривало кілька місяців і було завуальованим». Принц після цього лише двічі навідував Італію. Востаннє він бачив Мафальду та дітей 20 липня 1943 року. Родинна зустріч була перервана за два дні, і 22 липня принца «терміново відкликали до штаб-квартири фюрера і вивезли спеціальним літаком». 25 липня король Італії наказав заарештувати Муссоліні. Філіп, будучи його зятем, вважався пішаком в заручниках у фюрера у спробах того допомогти дуче.
В ході ситуації невизначеності Мафальда забрала свої коштовності з банку та закопала їх у саду своєї вілли. 8 вересня вона обговорювала становище, що склалося, із діверем Крістофом, який навідав її вдома.
Принцеса перебувала у своєї сестри Джованни, коли 28 серпня 1943 року помер її зять, король Болгарії Борис III. Це викликало підозри в Німеччині, зокрема у Геббельса, про отруєння правителя, інспіроване італійським двором. Після похорону принцеса вирішила повернутися до Риму. На вимогу королеви Румунії Єлени, її потяг був зупинений вночі на румунській станції Сіная, де та повідомила Мафальді про перемир'я Італії з союзниками і благала не повертатись до Італії через потенційну загрозу для життя. Однак, принцеса будучи певною у своєму становищі дружини німецького офіцера, знехтувала порадою і через Пескару прибула до Риму 21 вересня. Там зустрілася з трьома молодшими дітьми, за якими до цього наглядав у Ватикані Джованні Монтіні. Старший син перебував у Німеччині.

### Бухенвальд

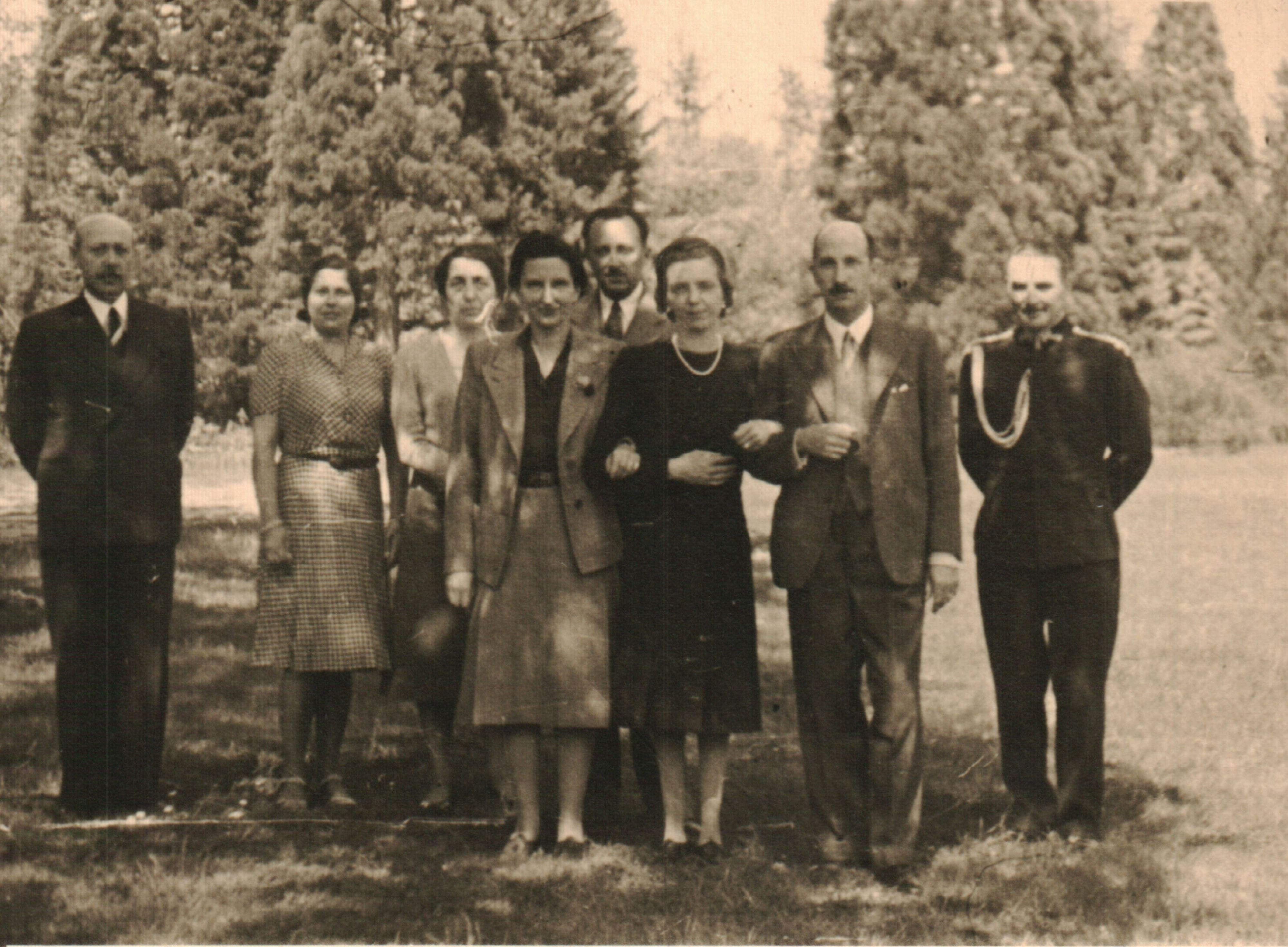
Мафальда з сестрою Джованною, зятем Борисом III та ін.

8 вересня 1943 року, в день капітуляції Італії, Філіп Гессенський був заарештований і невдовзі відправлений до концентраційного табору Флоссенбюрг під іменем герра Вільдгофа «через підозру у співпраці італійської королівської родини з поваленням Муссоліні», де перебував до 15 квітня 1945 року. В кассельській резиденції принца був проведений ретельний обшук і вилучені папери. Чи дійсно подружжя брало участь у якійсь антифашистській змові невідомо. Адельгейд Фліґе свідчила, що, на її думку, принцесу Мафальду було ув'язнено, тому що «принцеса вжила заходів із Папою, які мали покласти край війні».
Гестапо під керівництвом полковника Герберта Капплера організувало «Операцію Абаба» з затримання дружини Філіпа. Під приводом телефонного дзвінка від чоловіка, Мафальду 22 вересня запросили до резиденції посольства Третього Рейху в Італії, але перед самою віллою, де воно розташовувалось, офіцер СД повідомив жінці, що принц зараз прибуде на аеродром Урбе та просить чекати його там. На аеродромі, який вона не змогла залишити, принцесі пообіцяли доправити її до Мюнхена, де перебуває Філіп, однак літак сів у Берліні, де її зустріли агенти гестапо.
Після двох тижнів виснажуючих допитів Мафальду ув'язнили у концентраційному таборі Бухенвальд під вигаданим іменем фрау фон Вебер, справжнє ім'я їй було заборонено розголошувати. Глузуючи, нацисти називали її фрау Абеба. Втім, табором ширилася інформація, що у ньому знаходиться донька короля Італії, оскільки полонений сардинець Леонардо Бовіні, який копав траншею навколо її бараку, упізнав жінку. Існують також відомості, що Мафальда спершу перебувала у транзитному концентраційному таборі в Больцано, де її також упізнали очевидці.
Не розуміючи що відбувається, принцеса безперервно плакала. Її запевнили, що чоловік вже мертвий і заборонили отримувати пошту, хоча дозволили писати. Жоден з її листів не був відправлений.
Троє її молодших дітей були перевезені до Німеччини, де про них піклувалася бабуся Маргарита в Кронберзі. Крістоф Гессенський, намагаючись дізнатись про участь брата та його дружини, загинув 7 жовтня в авіакатастрофі. Вольфганг Гессенський, намагаючись дізнатись де саме, просив зустрічі з Герінгом, однак отримав відповідь, що це неможливо та пораду нічого не робити, аби не поставити під загрозу свою сім'ю. Еммі Герінг повідомила удову Крістофа, що її чоловік знає де Філіп і Мафальда, але не може розголошувати це.
Принцеса утримувалася у зовнішньому таборі Фіхтенгайн, де була розміщені ізолятори, призначені для особливих ув'язнених. Дані арештанти не працювали й отримували покращене харчування, як і їхні охоронці. У тому ж спецтаборі перебував колишній міністр Пруссії Рудольф Брайтшайд із дружиною. Безпосередньою сусідкою принцеси по кімнаті була Марія Рунау, свідок Єгови, яку Мафальді надали для компанії та допомоги. Жінки, між якими встановилося сердечне взаєморозуміння, мешкали у кімнаті № 9 бараку № 15. За свідченнями американського майора Л. С. Семюела, барак «складався з десяти спалень, розділених на дві частини невеликою перегородкою. В обох частинах були кухня та санвузол. Навколо будівлі був невеликий садок, оточений стіною близько трьох з половиною метрів заввишки, увінчаною колючим дротом, нахиленим назовні». Граф Федеріко Авогадро ді Вільяно у своєму щоденнику писав: «Ліжко було... зроблене з простих дощок, на які, як матрац, клали великий мішок, наповнений «дерев'яною соломою». Їжу можна було вважати достатньою за кількістю (чорний хліб, маргарин, несолодкий сурогат кави, ячмінний суп і ковбаса) Мафальда схудла помітно... Довгий час вона не отримувала змінного одягу і протягом останніх кількох місяців була дуже погано вдягнена: мені вдалося встановити, що її Рунау навіть дала їй пару власних туфель».
Дана частина табору розташовувалася неподалік військового заводу, збудованого якраз за його периметром, і кілька разів зазнавала американських бомбардувань. Ув'язненим місця у бомбосховищах не надавали.
Опівдні 24 серпня 1944 року літаки союзників знову бомбардували Бухенвальд, попередивши про це заздалегідь скинутими листівками. Встановили, що на Фіхтенгайн потрапили три бомби. Рудольф Брайтшайд загинув, його дружина отримала серйозні травми, але вижила. Мафальда зазнала сильних опіків, особливо лівої руки, та забиття. Навколо неї впали палаючі стіни, і вона була по шию в уламках. Принцесу госпіталізовали до лазарету у публічному будинку концтабору, але без лікування її стан погіршав. Після чотирьох днів через виразки почалася гангрена і їй ампутували руку. Операція тривала дуже довго, і надалі Мафальда була позбавлена догляду. За іншими даними, принцесу та інших важкопоранених доглядали, і робили ін'єкції, щоб полегшити біль. Проте в руку потрапила інфекція, і було ухвалено рішення про ампутацію, яку зробив табірний лікар Шидлаускі. Однак, процедура пройшла невдало, у принцеси Мафальди почалася сильна кровотеча. Вона спливла кров'ю, не приходячи до тями, в ніч на 27 серпня 1944 року. Фрау Брайтшайд, яка була перебувала з нею, згадувала: «Принцеса була дуже зібраною та сміливою».
Тіло Мафальди було кинуте до купи загиблих від обстрілу, призначених до кремації. Завдяки втручанню богемського священника табору, отця Йозефа Тілля, принцесу не кремували, а помістили у дерев'яну труну та поховали у братській могилі. Як ідентифікатор додалися тільки число та формулювання: «262 eine unbekannte Frau» («невідома жінка»). Через кілька місяців після звільнення італійські моряки, що пройшли концтабір, знайшли труну принцеси та встановили розпізнавальну табличку.
Італійський лікар Фаусто Пекорарі, який перебував у Бухенвальді, мав думку, що Мафальда була навмисно прооперована пізно, хоч і бездоганно, аби викликати її смерть. Метод перебільшено тривалих або відстрочених операцій вже застосовувався в Бухенвальді і завжди застосовувався СС до високопосадовців, яких вони хотіли позбутися.

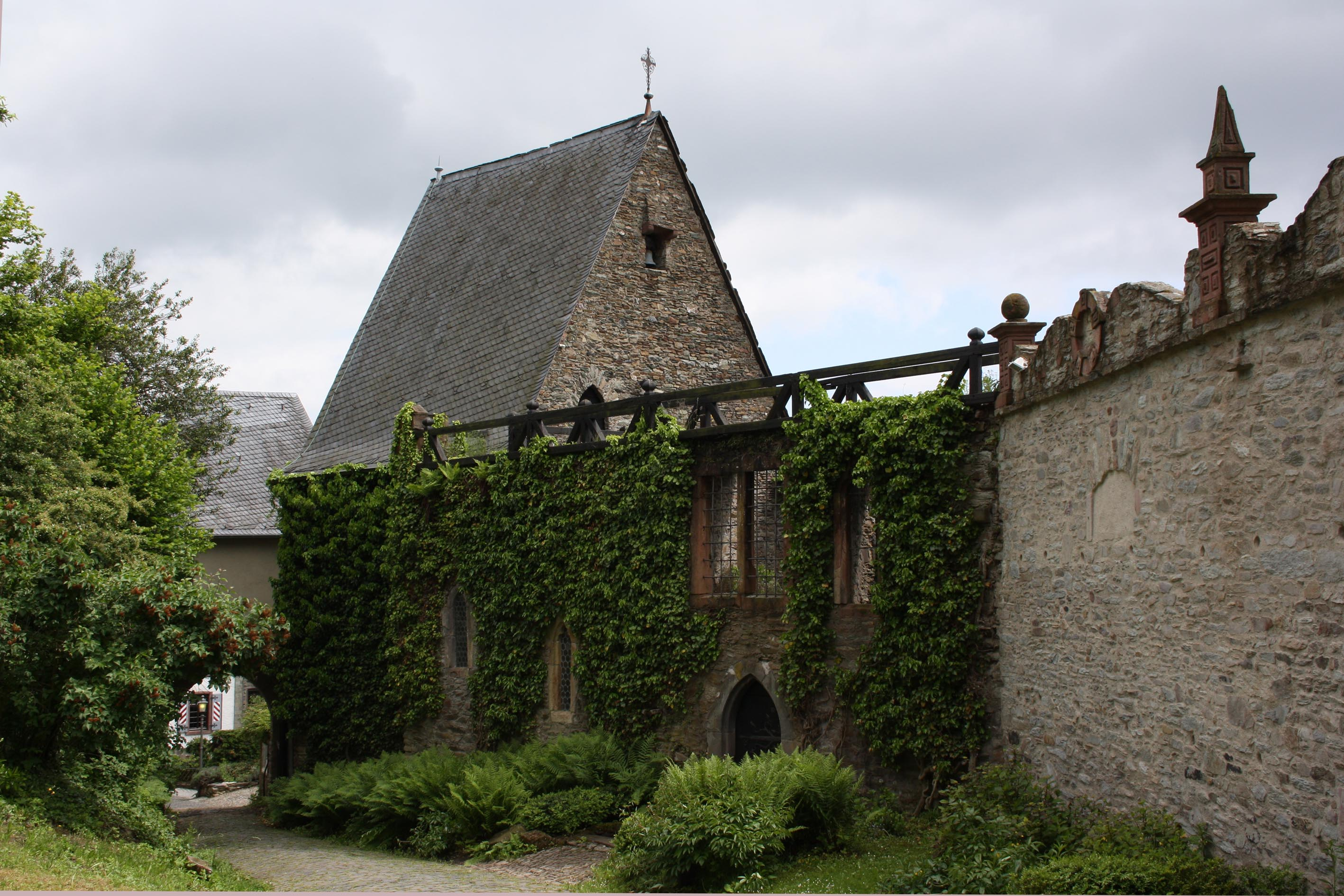
Каплиця у Кронберзі, біля якої похована Мафальда

Звістки про смерть Мафальди почали розповсюджуватися наприкінці 1944 року. Неважаючи на узгоджені зусилля членів її родини, остаточну інфомацію вони отримали лише після закінчення війни. Філіп дізнався про втрату дружини, перебуваючи в полоні у американців. Їхній син Генріх отримав звістку про смерть матері 20 квітня 1945 року по радіо і спочатку вважав, що трансляція була пропагандою союзників.
Принцеса була похована на цвинтарі Веймару. У 1951 році Філіп переніс її прах звідти до Кронбергу, де рештки перепоховали на родинному цвинтарі у дворі каплиці біля замку. Різні монархічні організації відвідували могилу Мафальди в річниці її народження та смерті. У базилиці Суперга поблизу Турину був створений кенотаф принцеси.
Принц Філіп після свого звільнення у 1948 році передав палац Бельвю у Касселі, де вони жили з Мафальдою, місту. Він продовжував мешкати на віллі Поліксена взимку та в Німеччині влітку. Син Моріц згадував, що вони ніколи не обговорювали події часів Третього Рейху або долю матері, оскільки батько був дуже вразливим. Філіп помер у жовтні 1980 року і був похований поруч із Мафальдою.

## Родина

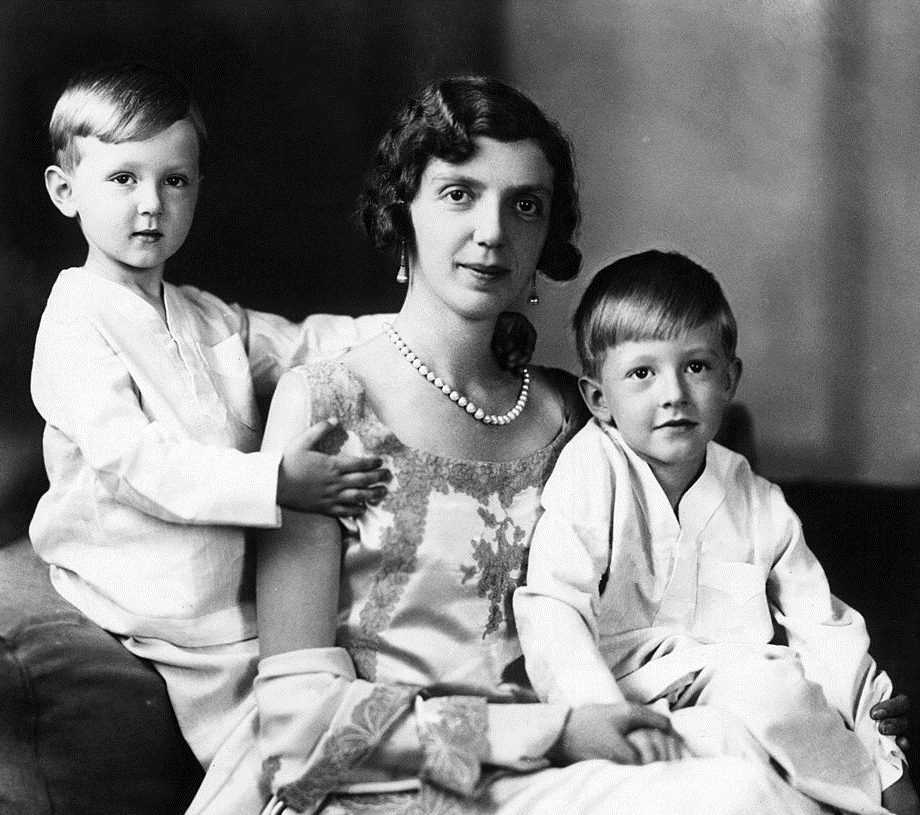
Світлина зі старшими синами, 1930-ті

Чоловік —  Філіпп Гессенський
Діти:
- Моріц (1926—2013) — титулярний король Фінляндії та титулярний ландграф Гессенський у 1980—2013 роках, був одруженим з принцесою Тетяною Зайн-Віттгенштайн-Берлебурзькою, мав четверо дітей;
- Генріх (1927—1999) — німецький художник і сценограф, одруженим не був, дітей не мав;
- Отто (1937—1998) — німецький археолог, був двічі одруженим, дітей не мав;
- Маргарита Єлизавета (нар. 1940) — удова графа Фрідріха Карла фон Опперсдорфа, має двох синів.

## Нагороди
- Великий хрест ордену Святих Маврикія та Лазаря (Королівство Італія);
- Благородний орден Зоряного хреста (Австро-Угорщина);
- Великий хрест Суверенного військового Мальтійського ордену.

## Кінематограф
- Персонаж Мафальди з'являється у двох епізодах італійського телевізійного міні-серіалу 2002 року «Марія Жозе — остання королева» режисера Карло Ліццані. Принцесу зіграла Антонелла Понціані.
- У 2005 році Мауріціо Заккаро зняв телевійзійну драму про життя принцеси «Мафальда Савойська — мужність принцеси». Головну роль виконала Стефанія Рокка.
- 2006 року для італійської телепередачі «Історія — це ми» (італ. «La storia siamo noi») був знятий документальний фільм «Операція Абаба» під редакцією Джованни Корсетті, який прослідковує історію викрадення та смерті Мафальди Савойської.
- Ще одна документальна стрічка була знята італійським телеканалом «Rai Storia» для програми «День та історія» (італ. Il giorno e la storia).

## Вшанування

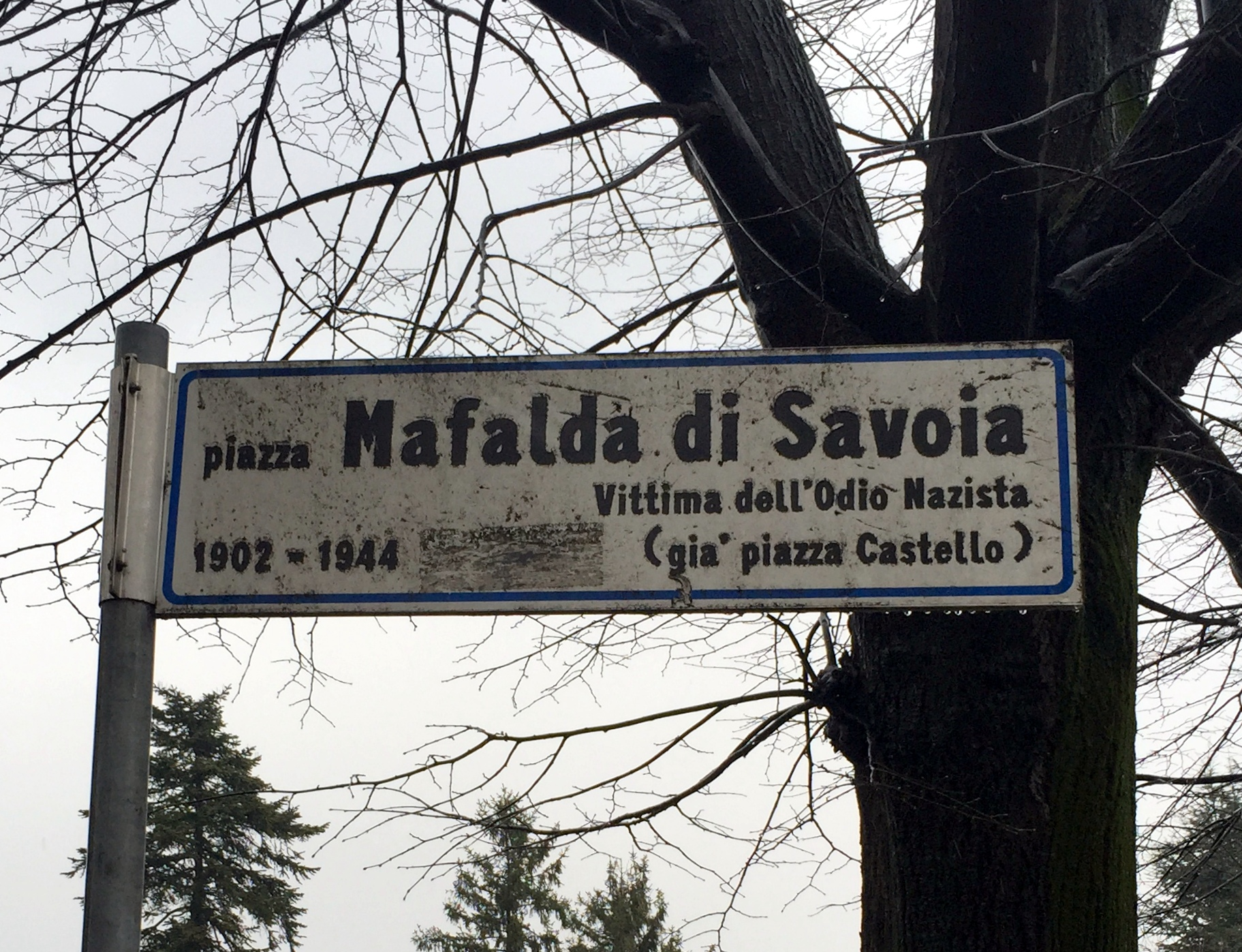
Вказівник площі ім. Мафальди Савойської

- Вказівник площі ім. Мафальди СавойськоїУ 1902 році на честь новонародженої принцеси у Кампанії був названий різновид пасти «Мафальдіне» у формі стрічки. В Галатіні створили морозиво її імені, а 1910 року родинний кухар савойців Амедео Петтіні винайшов суп «minestrina alla Mafalda di Savoia» для дітей, що одужують.
- 22 жовтня 1908 року на корабельні Ріва Трігозо поблизу Сестрі-Леванте на воду був спущений пароплав «Принцеса Мафальда», названий на честь доньки короля. У березні 1909 року його ввели в експлуатацію. Використовувався на рейсах через Атлантичний океан. Затонув 25 жовтня 1927 року.
- У церкві, відомій як «храм невідомого інтернованого» в Падуї, освяченій у 1953 році, у лівому проході було встановлено вівтар, присвячений принцесі Мафальді роботи скульптора Вукотіча.
- У багатьох містах вулиці та площі отримали назви на честь принцеси, також були споруджені численні меморіали та пам'ятники (Рим, Мілан, Генуя, Риволі, Алессандрія, К'яварі, Рапалло, Борго-Сан-Дальмаццо, Адрія, Сассарі, Казальнуово-ді-Наполі, Авелліно тощо).
- Набережна озера Комо названа на честь Мафальди. В саду з видом на озеро 2002 року встановили її бронзову статую роботи Массімо Клерічі.
- У Вітербо в районі Гарбіні іменем Мафальди названо міський парк.
- У 1995 році в Італії була випущена поштова марка із зображенням принцеси.
- 1998 року на честь принцеси назвали виведений сорт троянд «Мафальда Савойська».[12]
- Була заснована Міжнародна премія миру «Принцеса Мафальда Савойсько-Гессенська», яку асоціація присуджує установам та діячам з 12 країн (Азербайджан, Бельгія, Кабо-Верде, Єгипет, Ефіопія, Франція, Італія, Нідерланди, Великобританія, Росія, Швейцарія, Угорщина).[13][14]